# Stadionul Education City
Stadionul Education City (arabă استاد المدينة التعليمية) , este un stadion de fotbal situat în Al Rayyan, Qatar, și a fost construit ca loc de desfășurare pentru viitorul Campionat Mondial de Fotbal 2022, care va avea loc în Qatar. Stadionul este situat în mai multe campusuri universitare din Education City al Fundației Qatar. După Campionatul Mondial de Fotbal, stadionul va păstra 25.000 de locuri pentru a fi utilizate de echipele atletice universitare. La 3 septembrie 2020, stadionul a găzduit primul său meci oficial, disputat în sezonul Qatar Stars League 2020–21.